# Drosophila virilis
Espèce
Drosophila virilis est une espèce d'insectes diptères du genre Drosophila. Cette mouche appartient au même sous-groupe que Drosophila melanogaster.
Le génome de Drosophila virilis est entièrement séquencéet les informations relatives à cet organisme sont compilées dans FlyBase.